# Surinaamse Padvindsters Raad
Surinaamse Padvindsters Raad (Consiglio Surinamese delle Ragazze Guide) è l'organizzazione nazionale del Guidismo in Suriname. Questa conta 502 membri (nel 2003). Fondata nel 1947, l'organizzazione diventa un membro associato del World Association of Girl Guides and Girl Scouts (WAGGGS) nel 1972.
La Surinaamse Padvindsters Raad è una federazione di due organizzazioni differenti:
- Surinaamse Padvindsters Gilde
- Gidsen Suriname.